# Giro del Delfinato 1977
Il Giro del Delfinato 1977, ventinovesima edizione della corsa, si svolse dal 30 maggio al 6 giugno su un percorso di 1402 km ripartiti in 7 tappe (la quarta e la settima suddivise in due semitappe) più un cronoprologo, con partenza ad Avignone e arrivo a Thonon-les-Bains. Fu vinto dal francese Bernard Hinault della Gitane-Campagnolo davanti al suo connazionale Bernard Thévenet e al belga Lucien Van Impe.

## Tappe
| Tappa  | Data      | Percorso                                                | km   | Vincitore di tappa       | Leader cl. generale    |
| ------ | --------- | ------------------------------------------------------- | ---- | ------------------------ | ---------------------- |
| Prol.  | 30 maggio | Avignone > Avignone (cron. individuale)                 | 5    | Jean-Luc Vandenbroucke   | Jean-Luc Vandenbroucke |
| 1ª     | 31 maggio | Orange > Saint-Étienne                                  | 228  | Bernard Hinault          | Bernard Hinault        |
| 2ª     | 1º giugno | Saint-Étienne > Montceau-les-Mines                      | 204  | Jean-Pierre Danguillaume | Bernard Hinault        |
| 3ª     | 2 giugno  | Montceau-les-Mines > Mâcon                              | 186  | Patrick Sercu            | Bernard Hinault        |
| 4ª-1ª  | 3 giugno  | Mâcon > Vienne                                          | 119  | Patrick Sercu            | Bernard Hinault        |
| 4ª-2ª  | 3 giugno  | Vienne > Valence                                        | 129  | Patrick Sercu            | Bernard Hinault        |
| 5ª     | 4 giugno  | Romans-sur-Isère > Grenoble                             | 214  | Bernard Hinault          | Bernard Hinault        |
| 6ª     | 5 giugno  | Grenoble > Annecy                                       | 192  | Lucien Van Impe          | Bernard Hinault        |
| 7ª-1ª  | 6 giugno  | Annecy > Thonon-les-Bains                               | 89   | Patrick Sercu            | Bernard Hinault        |
| 7ª-2ª  | 6 giugno  | Thonon-les-Bains > Thonon-les-Bains (cron. individuale) | 36   | Bernard Thévenet         | Bernard Hinault        |
| Totale | Totale    | Totale                                                  | 1402 |                          |                        |

## Dettagli delle tappe

### Prologo
- 30 maggio: Avignone > Avignone (cron. individuale) – 5 km

| Pos. | Corridore                | Squadra | Tempo |
| ---- | ------------------------ | ------- | ----- |
| 1    | Jean-Luc Vandenbroucke   | Peugeot | 6'19" |
| 2    | Bernard Hinault          | Gitane  | s.t.  |
| 3    | Jean-Pierre Danguillaume | Peugeot | a 4"  |

| Pos. | Corridore                | Squadra | Tempo |
| ---- | ------------------------ | ------- | ----- |
| 1    | Jean-Luc Vandenbroucke   | Peugeot | 6'19" |
| 2    | Bernard Hinault          | Gitane  | s.t.  |
| 3    | Jean-Pierre Danguillaume | Peugeot | a 4"  |

### 1ª tappa
- 31 maggio: Orange > Saint-Étienne – 228 km

| Pos. | Corridore       | Squadra     | Tempo    |
| ---- | --------------- | ----------- | -------- |
| 1    | Bernard Hinault | Gitane      | 6h58'03" |
| 2    | Eddy Merckx     | Fiat France | s.t.     |
| 3    | Lucien Van Impe | Lejeune-BP  | s.t.     |

| Pos. | Corridore        | Squadra     | Tempo    |
| ---- | ---------------- | ----------- | -------- |
| 1    | Bernard Hinault  | Gitane      | 7h04'02" |
| 2    | Eddy Merckx      | Fiat France | a 20"    |
| 3    | Bernard Thévenet | Peugeot     | a 30"    |

### 2ª tappa
- 1º giugno: Saint-Étienne > Montceau-les-Mines – 204 km

| Pos. | Corridore                | Squadra     | Tempo    |
| ---- | ------------------------ | ----------- | -------- |
| 1    | Jean-Pierre Danguillaume | Peugeot     | 5h38'32" |
| 2    | Patrick Sercu            | Fiat France | a 1"     |
| 3    | Sean Kelly               | Flandria    | s.t.     |

| Pos. | Corridore                | Squadra     | Tempo     |
| ---- | ------------------------ | ----------- | --------- |
| 1    | Bernard Hinault          | Gitane      | 12h42'38" |
| 2    | Eddy Merckx              | Fiat France | a 17"     |
| 3    | Jean-Pierre Danguillaume | Peugeot     | a 5"      |

### 3ª tappa
- 2 giugno: Montceau-les-Mines > Mâcon – 186 km

| Pos. | Corridore          | Squadra     | Tempo    |
| ---- | ------------------ | ----------- | -------- |
| 1    | Patrick Sercu      | Fiat France | 4h58'15" |
| 2    | Yvon Bertin        | Miko        | s.t.     |
| 3    | Klaus-Peter Thaler | Teka        | s.t.     |

| Pos. | Corridore                | Squadra     | Tempo     |
| ---- | ------------------------ | ----------- | --------- |
| 1    | Bernard Hinault          | Gitane      | 17h40'50" |
| 2    | Eddy Merckx              | Fiat France | a 20"     |
| 3    | Jean-Pierre Danguillaume | Peugeot     | a 25"     |

### 4ª tappa - 1ª semitappa
- 3 giugno: Mâcon > Vienne – 119 km

| Pos. | Corridore      | Squadra     | Tempo    |
| ---- | -------------- | ----------- | -------- |
| 1    | Patrick Sercu  | Fiat France | 2h49'39" |
| 2    | Sean Kelly     | Flandria    | s.t.     |
| 3    | Frans Van Looy | Maes Pils   | s.t.     |

| Pos. | Corridore                | Squadra     | Tempo     |
| ---- | ------------------------ | ----------- | --------- |
| 1    | Bernard Hinault          | Gitane      | 20h30'29" |
| 2    | Eddy Merckx              | Fiat France | a 20"     |
| 3    | Jean-Pierre Danguillaume | Peugeot     | a 25"     |

### 4ª tappa - 2ª semitappa
- 3 giugno: Vienne > Valence – 129 km

| Pos. | Corridore                | Squadra     | Tempo    |
| ---- | ------------------------ | ----------- | -------- |
| 1    | Patrick Sercu            | Fiat France | 3h22'11" |
| 2    | Sean Kelly               | Flandria    | s.t.     |
| 3    | Jean-Pierre Danguillaume | Peugeot     | s.t.     |

| Pos. | Corridore                | Squadra     | Tempo     |
| ---- | ------------------------ | ----------- | --------- |
| 1    | Bernard Hinault          | Gitane      | 23h52'40" |
| 2    | Eddy Merckx              | Fiat France | a 20"     |
| 3    | Jean-Pierre Danguillaume | Peugeot     | a 25"     |

### 5ª tappa
- 4 giugno: Romans-sur-Isère > Grenoble – 214 km

| Pos. | Corridore        | Squadra    | Tempo   |
| ---- | ---------------- | ---------- | ------- |
| 1    | Bernard Hinault  | Gitane     |         |
| 2    | Lucien Van Impe  | Lejeune-BP | a 1'20" |
| 3    | Bernard Thévenet | Peugeot    | a 1'41" |

| Pos. | Corridore       | Squadra | Tempo |
| ---- | --------------- | ------- | ----- |
| 1    | Bernard Hinault | Gitane  |       |

### 6ª tappa
- 5 giugno: Grenoble > Annecy – 192 km

| Pos. | Corridore       | Squadra    | Tempo |
| ---- | --------------- | ---------- | ----- |
| 1    | Lucien Van Impe | Lejeune-BP |       |
| 2    | Joop Zoetemelk  | Miko       |       |
| 3    | José Nazabal    | KAS        |       |

| Pos. | Corridore       | Squadra | Tempo |
| ---- | --------------- | ------- | ----- |
| 1    | Bernard Hinault | Gitane  |       |

### 7ª tappa - 1ª semitappa
- 6 giugno: Annecy > Thonon-les-Bains – 89 km

| Pos. | Corridore     | Squadra     | Tempo    |
| ---- | ------------- | ----------- | -------- |
| 1    | Patrick Sercu | Fiat France | 2h01'25" |
| 2    | Charly Rouxel | Miko        | s.t.     |
| 3    | Sean Kelly    | Flandria    | s.t.     |

| Pos. | Corridore       | Squadra | Tempo |
| ---- | --------------- | ------- | ----- |
| 1    | Bernard Hinault | Gitane  |       |

### 7ª tappa - 2ª semitappa
- 6 giugno: Thonon-les-Bains > Thonon-les-Bains (cron. individuale) – 36 km

| Pos. | Corridore        | Squadra     | Tempo  |
| ---- | ---------------- | ----------- | ------ |
| 1    | Bernard Thévenet | Peugeot     | 51'05" |
| 2    | Bernard Hinault  | Gitane      | a 3"   |
| 3    | Joseph Bruyère   | Fiat France | a 10"  |

| Pos. | Corridore        | Squadra    | Tempo     |
| ---- | ---------------- | ---------- | --------- |
| 1    | Bernard Hinault  | Gitane     | 38h31'17" |
| 2    | Bernard Thévenet | Peugeot    | a 9"      |
| 3    | Lucien Van Impe  | Lejeune-BP | a 2'02"   |

## Classifiche finali

### Classifica generale
| Pos. | Corridore                | Squadra                 | Tempo     |
| ---- | ------------------------ | ----------------------- | --------- |
| 1    | Bernard Hinault          | Gitane-Campagnolo       | 38h31'17" |
| 2    | Bernard Thévenet         | Peugeot-Esso-Michelin   | a 9"      |
| 3    | Lucien Van Impe          | Lejeune-BP              | a 2'02"   |
| 4    | Joaquim Agostinho        | Teka                    | a 3'21"   |
| 5    | Jean-Pierre Danguillaume | Peugeot-Esso-Michelin   | a 5'32"   |
| 6    | José Nazabal             | KAS                     | a 6'40"   |
| 7    | Joop Zoetemelk           | Miko-Mercier-Hutchinson | a 6'51"   |
| 8    | Eddy Merckx              | Fiat France             | a 8'23"   |
| 9    | Ismael Lejarreta         | KAS                     | a 8'29"   |
| 10   | Pedro Torres             | Teka                    | a 8'46"   |